# Prześladowania chrześcijan
Prześladowania chrześcijan – zwalczanie chrześcijaństwa i jego wyznawców, w tym ich fizyczna eksterminacja, która miała miejsce m.in. w pierwszych wiekach w Cesarstwie Rzymskim oraz obecnie w wielu krajach Trzeciego Świata.
Pierwsi chrześcijanie byli prześladowani zarówno przez żydów, z których religii chrześcijaństwo się wywodzi, jak też przez Imperium rzymskie, na którego terenie rozwijała się ta nowa religia. Prześladowania te trwały głównie do IV wieku, kiedy to chrześcijaństwo zostało zalegalizowane przez cesarza Konstantyna Wielkiego, lecz także później męczennikami za wiarę bywali chrześcijańscy misjonarze oraz neofici.
W czasach współczesnych chrześcijanie są prześladowani przez islamistów, na przykład w Iraku oraz hinduistów, a także przez państwa ateistyczne, np. w Korei Północnej, czy przed laty w Albanii i ZSRR. Jak szacuje chrześcijańska organizacja fundacja Open Doors, obecnie ok. 100 mln chrześcijan jest ofiarami prześladowań, głównie w państwach islamskich, Korei Północnej oraz Indiach. Według raportu rzymskokatolickiej fundacji Pomoc Kościołowi w Potrzebie, co roku na świecie ginie ponad 170 tys. chrześcijan, którzy stanowią 3/4 ofiar prześladowań religijnych. Raport organizacji Pew Research Center wykazał, że w 2021 chrześcijanie byli prześladowywani aż w 160 krajach na świecie.

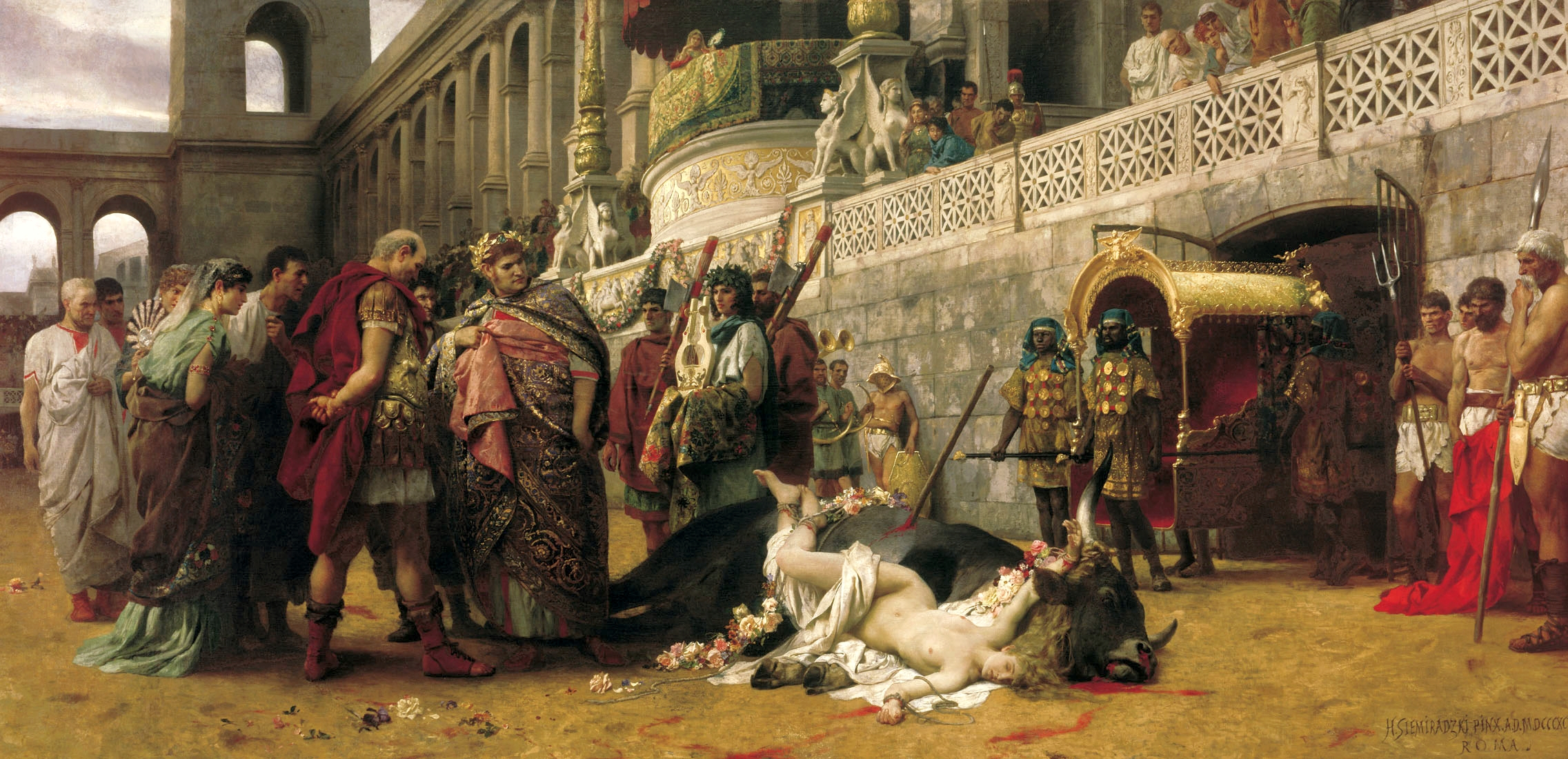
Dirce chrześcijańska, obraz Henryka Siemiradzkiego. Chrześcijanka umęczona podczas prześladowań za czasów Nerona

## Motywy prześladowań (chrystianofobia)
Irracjonalny lęk i nienawiść wobec chrześcijan nazywany jest przez niektórych socjologów chrystianofobią; może ona mieć podłoże religijne bądź ideologiczne, gdyż krytycy często łączą religię chrześcijańską z kulturą zachodnią, uważaną za wrogą wobec kultur nieeuropejskich.

## Starożytność

### Pierwsze wieki naszej ery

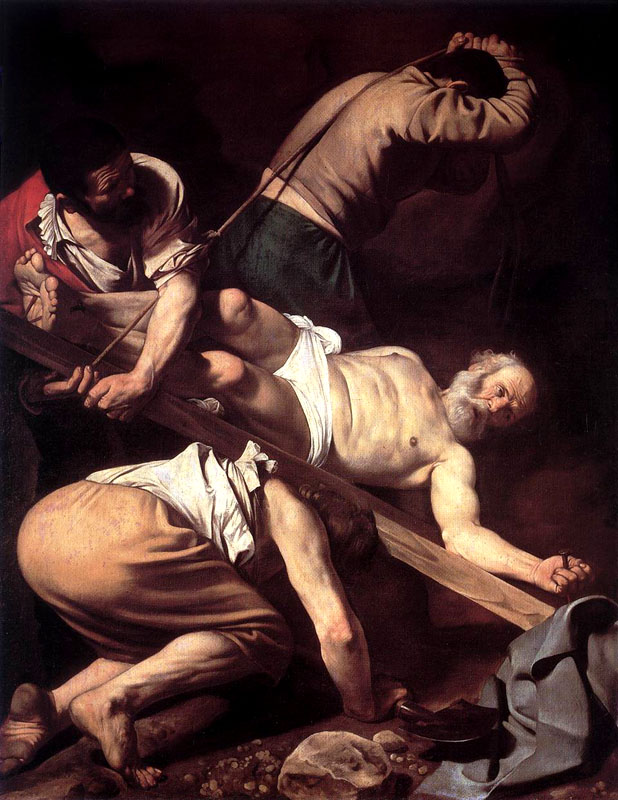
Caravaggio, Ukrzyżowanie św. Piotra (1601)

Ponieważ chrześcijaństwo wywodzi się z judaizmu, to ortodoksyjni żydzi zwalczali chrześcijan jako heretycką sektę, gdyż nie uważali Jezusa za Mesjasza. W roku 41 dołączył do nich Herod Agryppa I, prokurator Judei, zmuszając apostołów do ucieczki z Jerozolimy. Szacuje się, że z rąk Żydów w zginęło wtedy 2 tys. pierwszych chrześcijan.

### Prześladowania w Imperium Rzymskim

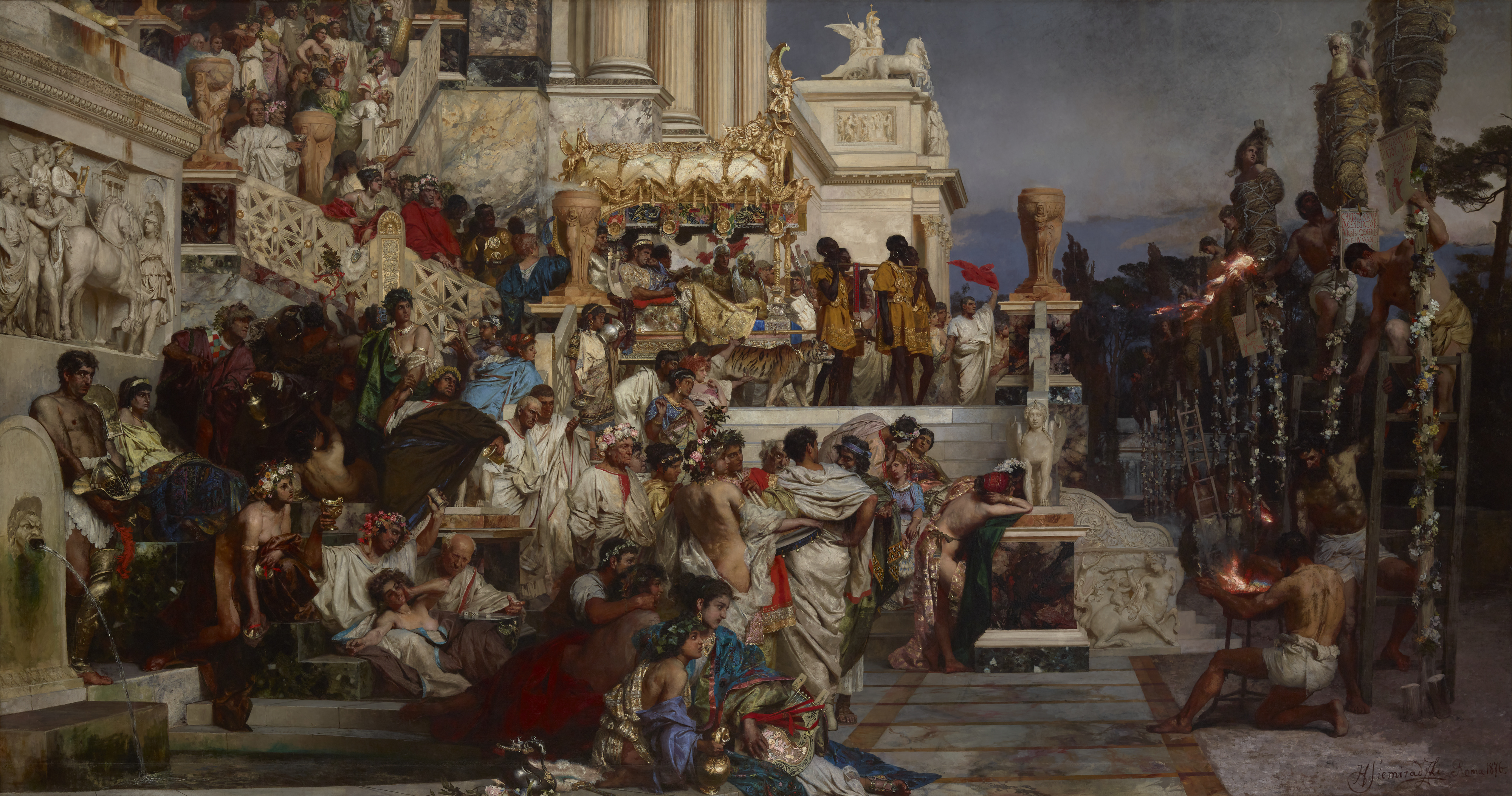
Pochodnie Nerona, Henryk Siemiradzki

#### Za Domicjana
Pierwsze świadomie zamierzone przez władze rzymskie prześladowań miały miejsce pod rządami cesarza Domicjana (81–96), gdy chrześcijan skazywano za nieskładanie ofiar panteonowi rzymskich bogów, pomawiano o grupowe orgie seksualne, rytualne zabijanie dzieci, kult genitaliów Jezusa, uprawianie czarnej magii i czczenie osła.

#### II i III wiek
Pierwsze udokumentowane prześladowania w całym Imperium miały miejsce za Maksymina Traka, kiedy to więziono duchownych chrześcijańskich. Cesarz Decjusz w połowie III wieku wydał edykt zmuszający do publicznego oddawania czci rzymskim bogom pod nadzorem komisarzy. Odmowa była karana więzieniem, torturami bądź śmiercią. Chrześcijanie chcący uniknąć prześladowań uciekali do mniejszych miejscowości lub musieli wykupić certyfikat zwany libelli.
Niektórzy chrześcijanie z tego okresu sami się ujawniali w poszukiwaniu śmierci męczeńskiej, zaś rzymscy dowódcy starali się ich unikać. W 195 roku prokonsul Azji Arrius Antoninus wyszedł naprzeciw grupy domagającej się śmierci i polecił, żeby sami poszukali liny lub skoczyli z klifu. Postawa ta znajduje odzwierciedlenie w dziele Scorpiace Tertulliana oraz listach Ignacego Antiocheńskiego, jednak była także potępiana m.in. przez Polikarpa ze Smyrny czy Cypriana z Kartaginy.

#### Za Dioklecjana

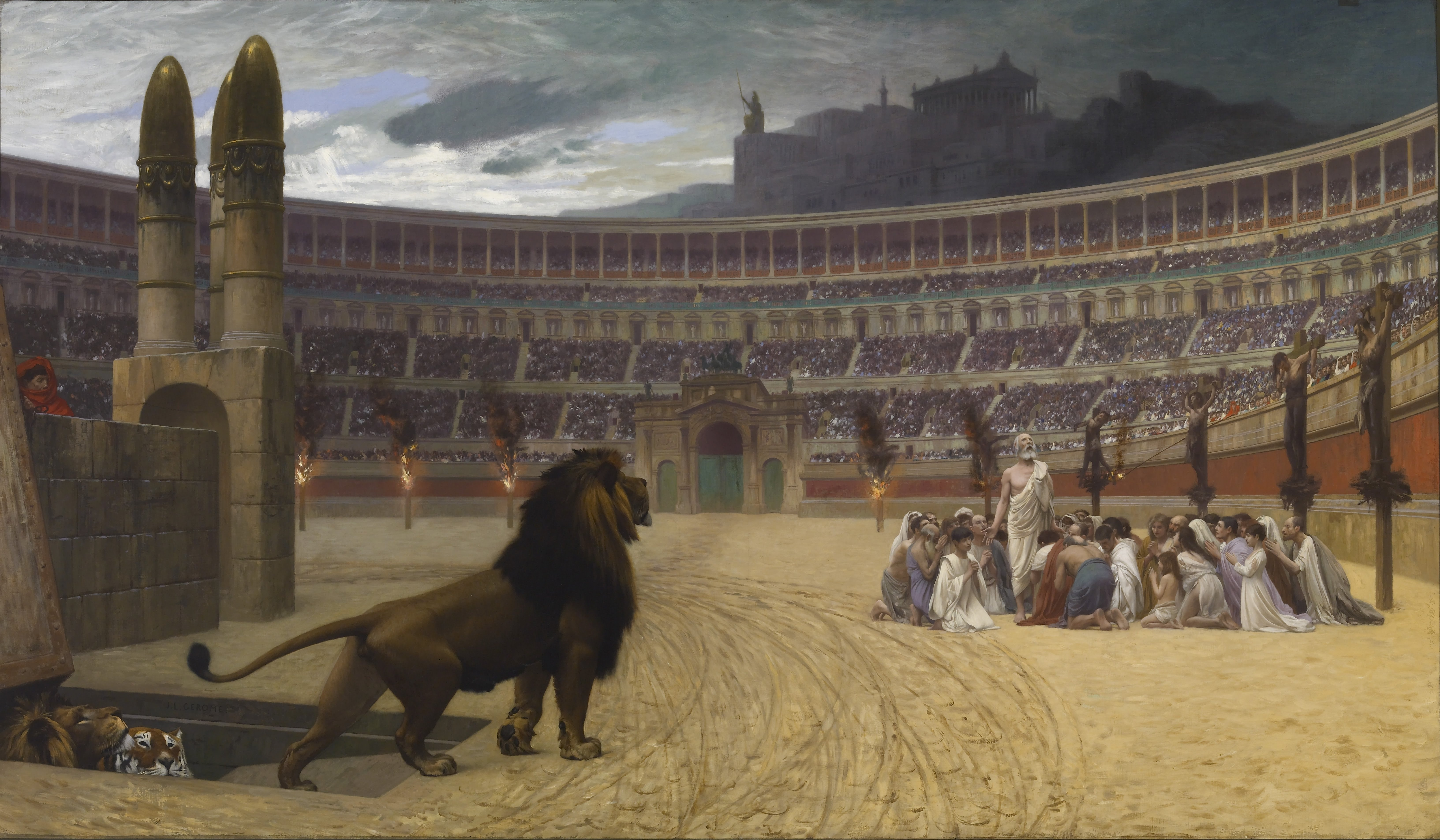
Ostatnia modlitwa chrześcijańskich męczenników Jean-Léon Gérôme (1883)

Ostatni akt prześladowań w tej epoce nastąpił za cesarza Dioklecjana (284–305), który próbując uratować upadające imperium rzymskie poprzez kult władzy cesarskiej połączył motywy polityczne z filozoficznymi. Wykorzystał mianowicie niechęć do chrześcijan neoplatońskiej szkoły filozoficznej sprzymierzonej z pogańskimi kapłanami. Edyktem z 299 nakazano wszystkim żołnierzom i urzędnikom złożyć bóstwom ofiarę pod groźbą usunięcia ze stanowisk. Odmowa złożenia ofiary pociągać miała za sobą utratę przywilejów stanowych albo obrócenie w niewolnictwo; wszystkich chrześcijan uznano za niezdolnych do spełnienia aktów prawnych. Edykt z 303 nakazał zniszczenie świątyń chrześcijańskich, konfiskatę i spalenie ksiąg świętych; surowo zabraniał też gromadzenia się chrześcijan. Początkowo nie przewidywano karania śmiercią, ale od 304, kiedy nakazano wszystkim chrześcijanom złożenie ofiar pogańskich, wielu chrześcijan wystąpiło aktywnie przeciw władzy ponosząc męczeńską śmierć. Edykt Dioklecjana spotkał się z różnym przyjęciem wśród pozostałych tetrarchów. O ile Maksymian skrupulatnie wypełniał jego postanowienia, Konstancjusz I Chlorus ograniczył się tylko do zamknięcia kilku kościołów.

#### Rola edyktu mediolańskiego
Prześladowania przerwał częściowo edykt tolerancyjny cesarza Galeriusza z 311, a w pełni tak zwany edykt mediolański z 313, wydany przez współcesarzy Konstantyna i Licyniusza. Konstantyn postanowił pójść dalej i uczynić chrześcijaństwo składnikiem ideologii państwowej: na sztandary wojska i monety wprowadził monogramy Chrystusa, biskupom przyznał uprawnienia urzędników państwowych, budował kościoły chrześcijańskie, a w 321 ogłosił niedzielę urzędowym dniem odpoczynku. Mariaż państwa z religią chrześcijańską przypieczętowała decyzja wyłączenia nieprawowiernych chrześcijan z edyktu tolerancyjnego. Odtąd protektorem wiary chrześcijańskiej był cesarz i władza państwowa. Licyniusz, pomimo decyzji o tolerancji wobec chrześcijan, wznowił prześladowania po przegranych wojnach.

### Poza Imperium Rzymskim
W zaratusztriańskiej Persji rządzonej przez Szapura II w 341 roku rozpoczęły się prześladowania, w których zginęło około 1150 chrześcijan. Także król Wizygotów Atanaryk pod koniec IV wieku rozpoczął prześladowania chrześcijan, wielu z nich zabijając.

## Średniowiecze

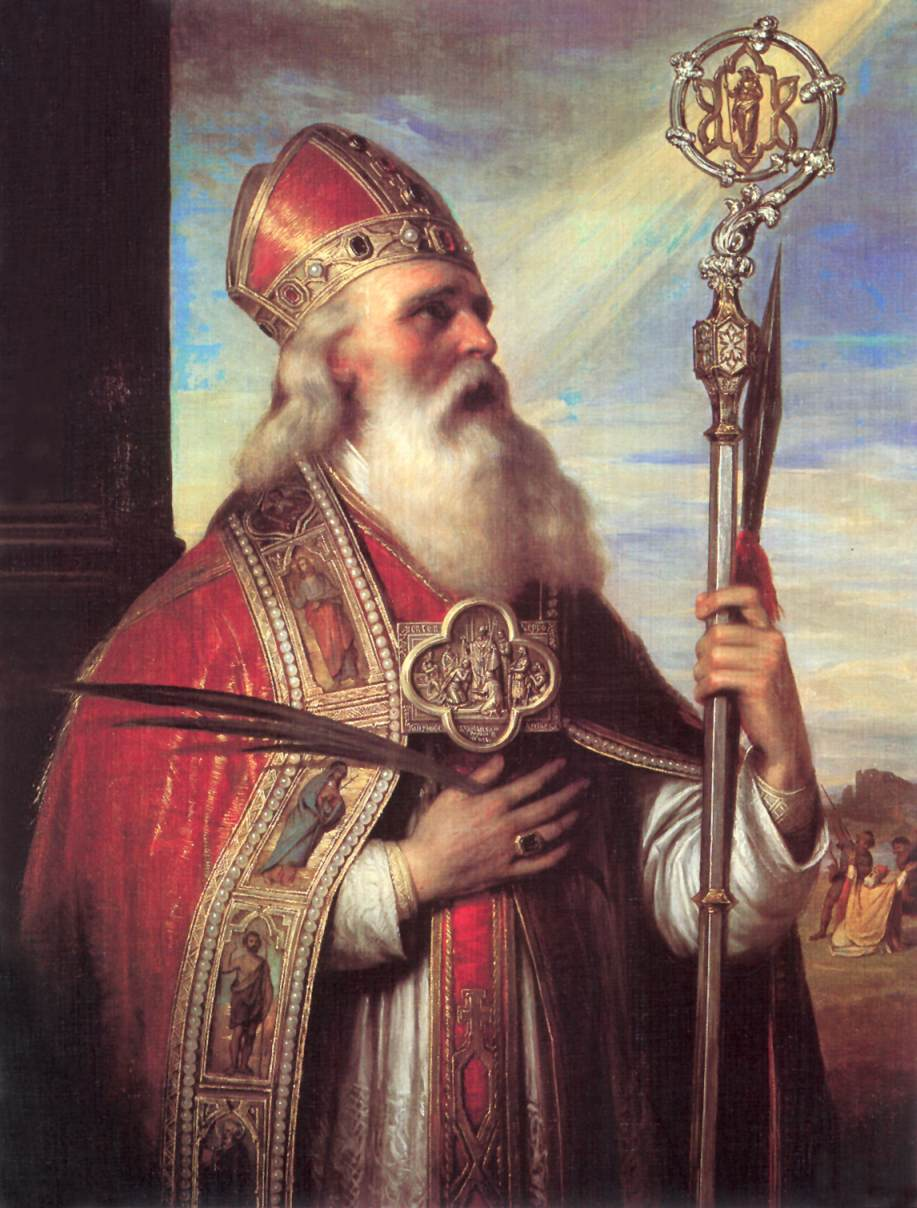
23 kwietnia 997 bpa Wojciecha odpoczywającego po mszy zaskoczyło 7 strażników prowadzonych przez kapłana. Został zabity przez Prusa imieniem Sicco. Było to w okolicach pruskiego miasta Rybaki

W średniowieczu rola Kościoła w Europie była bardzo silna, a kolejne państwa chrystianizowane. Pojedynczy męczennicy, np. św. Wojciech, św. Bruno z Kwerfurtu, ginęli w krajach niezchrystianizowanych.

### Państwa islamskie
Jako Ludowi Księgi chrześcijanom został przyznany status zimmi, dzięki czemu mieli większe swobody od wyznawców religii nieabrahamicznych. Zgodnie z szariatem musieli płacić podatek dżizja, co zachęcało do apostazji i przechodzenia na islam.

## Nowożytność (1500–1815)

### Chiny
W roku 1724 chrześcijaństwo w Chinach zostało zakazane przez cesarza Yongzhenga jako religia antypaństwowa w reakcji na to, że papież rzymskokatolicki zabronił wiernym oddawania czci zmarłym oraz Konfucjuszowi.

### Japonia

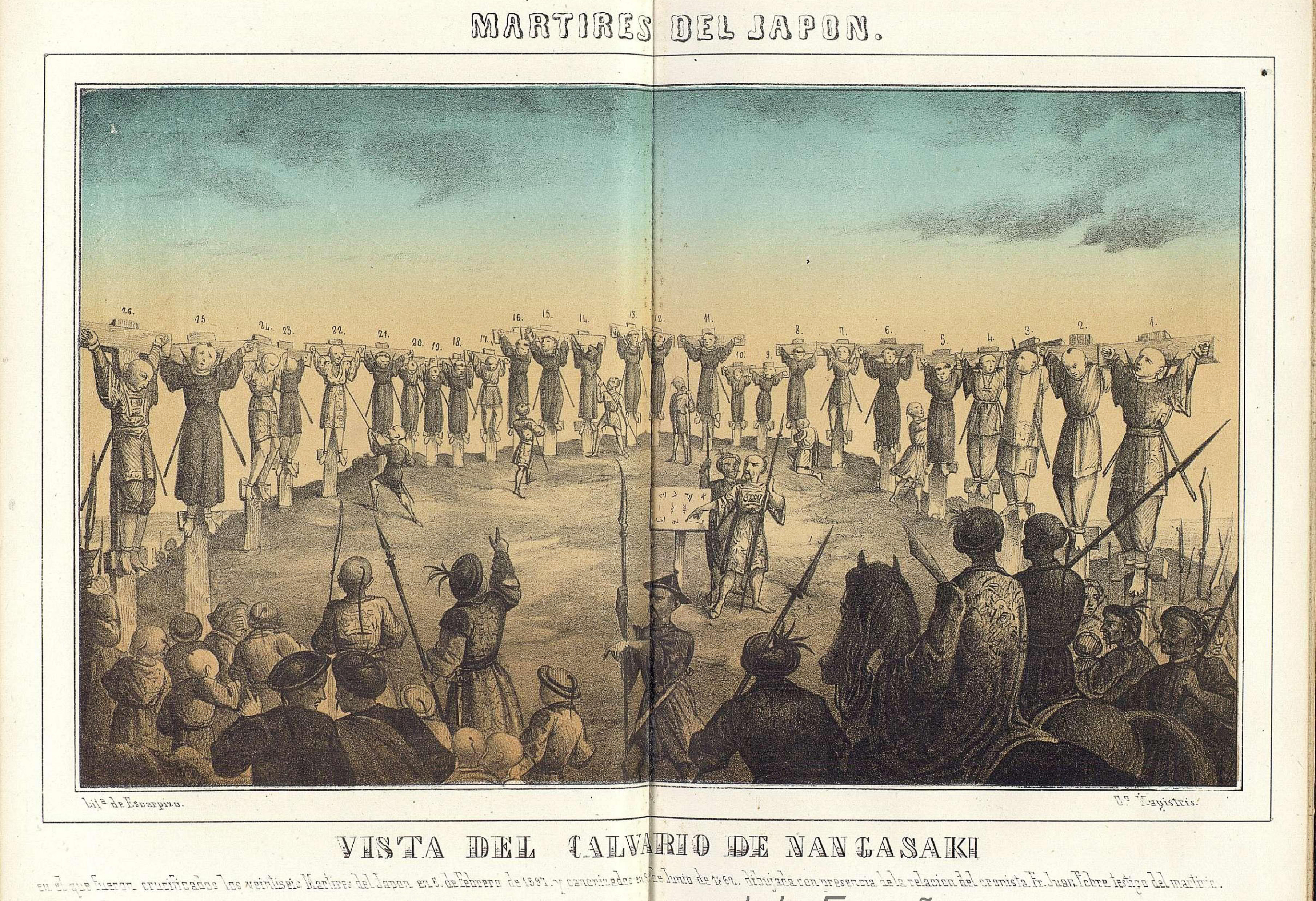
Śmierć japońskich chrześcijan, Pawła Miki i jego 25 towarzyszy, 5 lutego 1597

Rozwój chrześcijaństwa w Japonii, zapoczątkowany w 1549 roku, spotkał się po latach ze sprzeciwem siogunów i panów feudalnych (daimyō) z uwagi na tendencje kolonialne Hiszpanii i Portugalii oraz rywalizację o wpływy z protestanckimi Anglią i Holandią, a także spory między samymi misjonarzami o metody ewangelizacji.
W 1587 r. Hideyoshi Toyotomi nakazał zwalczanie chrześcijan.
W 1614 roku Ieyasu Tokugawa zakazał chrześcijaństwa, usuwając z kraju europejskich misjonarzy oraz mordując japońskich wyznawców, co przyniosło koniec jawnemu chrześcijaństwu w Japonii.

### Francja

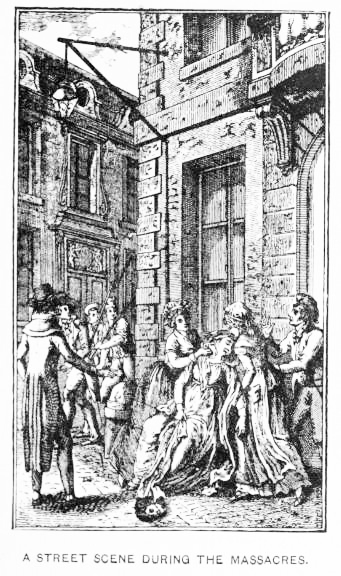
Masakry wrześniowe

Kościół rzymskokatolicki bardzo ucierpiał podczas Rewolucji francuskiej, gdy księża bywali linczowani przez tłum oraz zabijani na podstawie wyroków Trybunału Rewolucyjnego. Ginęli również wtedy arcybiskupi: Arles, Beauvais i Saintes. Ówcześni historycy podawali liczbę 223 zamordowanych księży, z których 191 zostało beatyfikowanych w 1926 roku: tak zwani męczennicy z Paryża. Do ataków na księży doszło również na francuskiej prowincji.

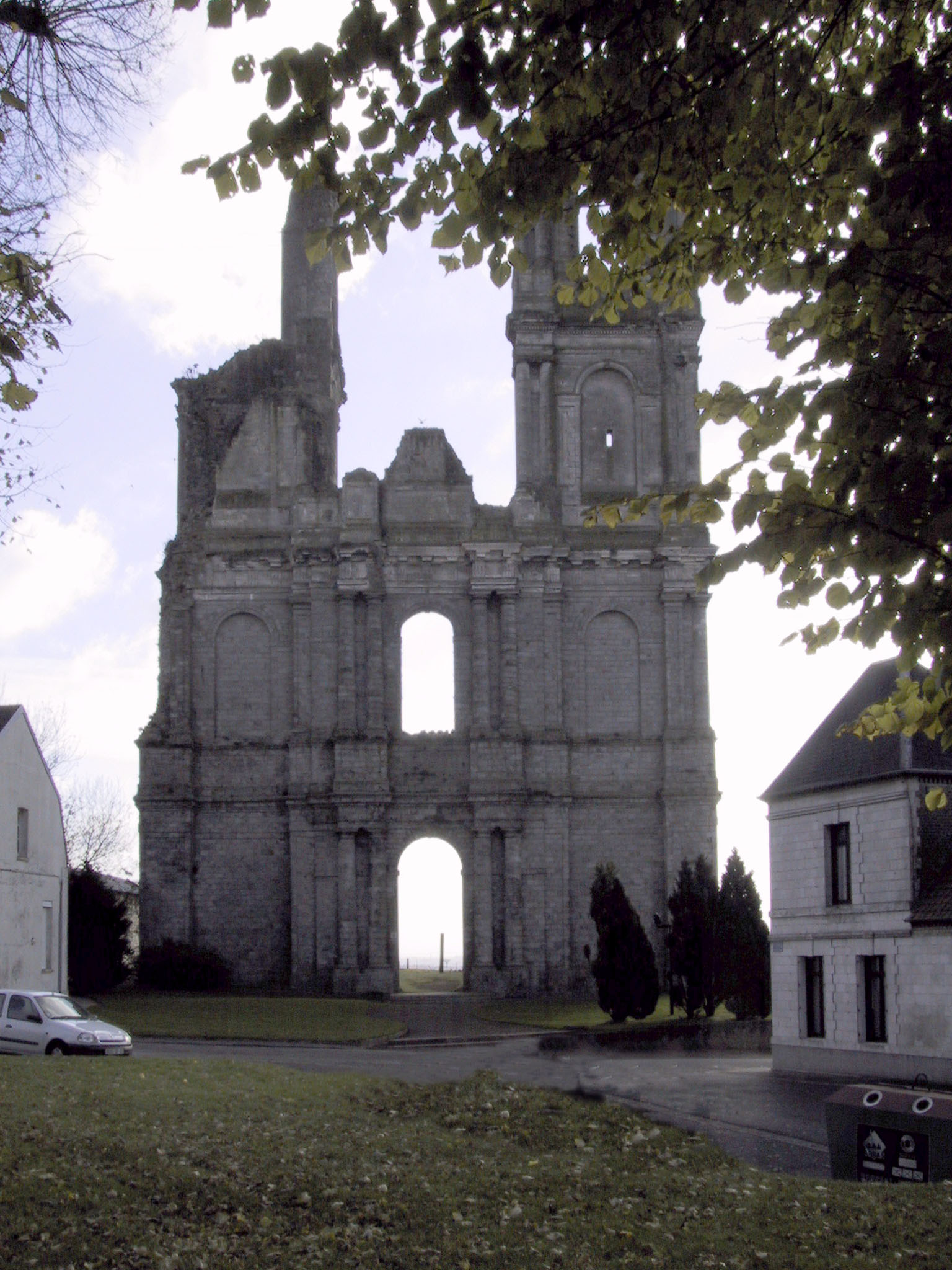
Ruiny opactwa w Mont-Saint-Éloi, zrujnowanego w czasie akcji dechrystianizacyjnej

Od początku roku 1793 doszło do zdecydowanego zaostrzenia antykościelnej postawy Konwentu Narodowego, jak również do wybuchu działań dechrystianizacyjnych na prowincji francuskiej. Księża katoliccy byli trwale uznawani za wrogów rewolucji. Wystąpienia antyreligijne stały się również powszechne na łamach prasy przychylnej rządowi lub sytuującej się na lewo od niego. Autorem pierwszej zmasowanej kampanii antyreligijnej był redaktor pisma Le père Duchesne Jacques-René Hébert. Szczególnie zaangażowani w dechrystianizację Francji byli komisarze (reprezentanci) Konwentu, wyjeżdżający na prowincję w celu wdrażania rewolucyjnej polityki. Wielu z nich zakazało odprawiania jakichkolwiek uroczystości religijnych na podległym im obszarze, organizując natomiast farsy i pochody antyreligijne oraz atakując duchownych (zarówno niezaprzysiężonych, jak i konstytucyjnych). Na masową skalę niszczono relikwie oraz wyposażenie świątyń. Szereg budynków sakralnych został wystawiony na licytację pod nazwą „dóbr narodowych” lub zniszczony. Wśród tych ostatnich budynków było opactwo w Cluny.
Konwent wywierał również naciski na hierarchów oraz kapłanów, by publicznie zrzekali się stanu duchownego oraz swoich funkcji. W przypadku ok. 20 tys. duchownych okazały się one skuteczne, jednak 40% abdykujących prosiło w późniejszych latach o ponowne przyjęcie do stanu duchownego. W niektórych miastach (Aix-en-Provence, Marsylia) niemal wszyscy kapłani zrezygnowali ze święceń. Arcybiskup Paryża Jean-Baptiste Gobel publicznie zrezygnował ze sprawowanego urzędu.

## Czasy współczesne (1815–1989)

### Korea 1839–68
Kościół w Korei wywodzi swe istnienie od grupy, której członkowie w 1777 r. zebrali się by studiować traktaty religijne wydane w Chinach przez jezuitów. Rząd sprzeciwiał się rozpowszechnianiu chrześcijaństwa. W 1791 r. uwięziono i dokonano egzekucji dwóch wyznawców katolicyzmu z kręgów biurokracji, z powodu odmowy uczestnictwa w kulcie przodków i spaleniu tablic genealogicznych. Był to początek okresu prześladowań trwającego do końca XIX w. W 1801 r. nastąpiła kulminacja krwawych prześladowań katolicyzmu, określana jako Sinyu, podczas których zginęło wielu wybitnych wiernych, a także duchowny chiński – Zhou Wenmo. W 1815 r. miały miejsce prześladowania antychrześcijańskie zwane Urhae. W 1827 r. miały miejsce prześladowania antychrześcijańskie zwane Chǒnghae. W 1939 r. miały miejsce prześladowania antychrześcijańskie zwane Kihae.
W XIX wieku w Korei podczas prześladowań katolików w latach 1839–1868 śmierć męczeńską poniosło 3 biskupów katolickich, 10 kapłanów oraz ok. 8000 koreańskich chrześcijan, z których część została uznana za dwie grupy: 103 oraz 124 męczenników koreańskich w XX wieku.

### Chiny
Po okresie początkowej tolerancji i sukcesów misji jezuickich na skutek sporów odnośnie do obrządku i sprzeciwu neokonfucjańskiej elity chrześcijaństwo zostało w 1724 prawnie zakazane. Zakaz zniesiono pod naciskiem Francji w 1846 roku. Infiltracja Chin przez obce mocarstwa w XIX wieku przyczyniła się do postrzegania chrześcijaństwa jako symbolu imperializmu i narzędzia kolonizacji. Tarcia wzmacniał trwający od połowy wieku masowy ruch misyjny. W trakcie powstania bokserów (1899-1901) chrześcijanie stali się jednym z głównych celów ataku rebeliantów, niszczono kościoły, a śmierć męczeńską poniosło kilka tysięcy chińskich neofitów oraz kilkuset zagranicznych misjonarzy. Nasilenie antychrześcijańskich nastrojów miało miejsce także w latach późniejszych, szczególnie podczas ekspedycji północnej.

### Meksyk

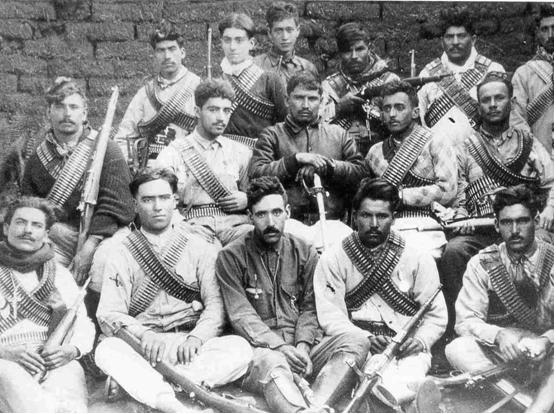
Cristero

Konstytucja meksykańska z 1917 r. miała głębokie postanowienia antykościelne, podobnie jak polityka rządu Meksyku:
- zabraniano publicznych nabożeństw,
- konfiskowano posiadane przez Kościoły nieruchomości,
- upaństwowiono katolickie szkoły,
- zakazano nowych święceń,
- księży pozbawiono prawa wyborczego,
- zabroniono księżom nosić sutann i komentować sytuację polityczną,
- zakazano używania konfesjonałów i przebywania świeckich na plebaniach,
- biskupów oraz zagranicznych księży wypędzono[40][41].

W 1926 antyklerykalne działania władz spowodowały wybuch chłopskiego powstania tzw. Cristeros (Chrystusowców) w obronie wiary katolickiej i praw Kościoła.

### III Rzesza
W planach Adolfa Hitlera nie było miejsca dla chrześcijaństwa, które określał on jako „żydowskie” i porównywał do bolszewizmu; była to, jego zdaniem, część „żydowskiego spisku przeciwko ludzkości”. Uwolnienie świata od „tej plagi” Hitler uważał za swój obowiązek. W 1937 ogłosił, że „chrześcijaństwo dojrzało do zniszczenia”. Tym niemniej zniszczenie chrześcijaństwa w Niemczech miało stać się „zadaniem odległym w czasie”, gdyż Hitler nie chciał tracić poparcia w przeważająco chrześcijańskim społeczeństwie niemieckim.
Te obiekcje nie krępowały Hitlera na terytoriach okupowanych, zwłaszcza w Polsce, gdzie represje szczególnie dotknęły Kościół katolicki w Polsce, który był brutalnie prześladowany przez nazistów podczas niemieckiej okupacji w latach 1939–1945. Represje były najdotkliwsze na terenach zaanektowanych przez nazistowskie Niemcy, gdzie świątynie były systematycznie zamykane, a większość kleru zamordowana, uwięziona lub deportowana.
Przykładem polskich męczenników z czasów II wojny światowej są: ks. bp Juliusz Bursche, o. Maksymilian Maria Kolbe czy ks. bp Michał Kozal.
| OŚWIADCZENIE |
| --- |
| 1. Przekonałem się, że Międzynarodowe Stowarzyszenie Badaczy Pisma Świętego głosi fałszywe nauki i pod płaszczykiem religii realizuje cele wymierzone przeciwko państwu. 2. Z tego powodu całkowicie zrywam z tą organizacją i odcinam się od nauk owej sekty. 3. Zapewniam, że nigdy więcej nie będę uczestniczyć w działalności Międzynarodowego Stowarzyszenia Badaczy Pisma Świętego. Natychmiast zgłoszę każdą osobę, która próbowałaby mi przekazywać ich nauki albo w jakikolwiek inny sposób ujawniłaby swe powiązania z Badaczami. Bezzwłocznie dostarczę na najbliższy posterunek policji wszelkie publikacje Badaczy, gdyby takowe nadeszły pod mój adres. 4. W przyszłości będę przestrzegać obowiązujących praw państwowych, zwłaszcza zaś w razie wojny stanę z bronią w ręku w obronie ojczyzny i pod każdym względem będę lojalnym członkiem społeczeństwa mego kraju. 5. Jest mi wiadomo, że gdybym działał(a) wbrew złożonemu dziś oświadczeniu, muszę się liczyć z natychmiastowym powrotem do aresztu prewencyjnego. |

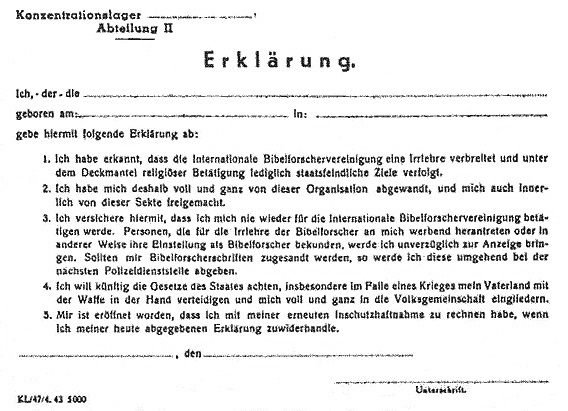
OŚWIADCZENIE
Tekst hitlerowskiego „Oświadczenia” (o wyrzeczeniu się wiary), podawany do podpisu Świadkom Jehowy („lojalka”, od której podpisania lub nie zależało często życie lub śmierć, a prawie zawsze obóz lub więzienie – z reguły nie podpisywana):

W okresie prześladowań Świadków Jehowy w III Rzeszy w latach 1933–1945 na terytorium Niemiec i państw podbitych w trakcie II wojny światowej około 1600 zabito (w tym około 1250 niemieckich Świadków Jehowy) – głównie za odmowę pełnienia służby wojskowej, inną przyczyną ich egzekucji była odmowa podpisania dokumentu o wyrzeczeniu się wiary. Świadkowie Jehowy byli jedyną grupą religijną, która nie podporządkowała się rządowi Hitlera. Od przełomu lat 1937/1938 w obozach koncentracyjnych, jako jedyna grupa religijna, zostali oznaczeni odrębnym znakiem – fioletowym trójkątem.

### Hiszpania podczas wojny domowej
W wyniku prześladowań religijnych Kościoła katolickiego śmierć poniosło 12 biskupów, 4194 księży, 2365 zakonników, 283 zakonnice i kilkadziesiąt tysięcy wiernych świeckich, a zniszczeniu uległo 2000 świątyń, dane w okresie wojny i po jej zakończeniu wielokrotnie weryfikowano, gdyż wcześniej w zależności od źródeł były bądź zawyżane lub też zaniżane. Mordy dokonywane na księżach i na utożsamianych z Kościołem katolickim działaczach społecznych (np. członkach Akcji Katolickiej), tercjarzach i klerykach w 1936 roku określane są jako „orgie antyklerykalne”, gdyż ludzie ci ginęli, ponieważ w oczach zabójców symbolizowali Kościół katolicki. Strona nacjonalistyczna z kolei mordowała księży podejrzanych o wspieranie sił republikańskich, potępiających terror wobec lewicy oraz wywodzących się z mniejszości narodowej (szczególnym represjom poddany został kler baskijski, spośród którego zabitych zostało co najmniej 16 księży). Aresztowano i deportowano setki księży, którzy nie poparli nacjonalistów, a co najmniej jeden ksiądz, który był masonem, został zamordowany.
Zbrodnie dokonywane na księżach katolickich przybierały formy bezmyślnego okrucieństwa, w tym torturowania przed śmiercią, grzebania żywcem czy bezczeszczenia zwłok. Gwałty na zakonnicach zostały ujawnione w publikacjach w 1946 roku.

### Polska (PRL)

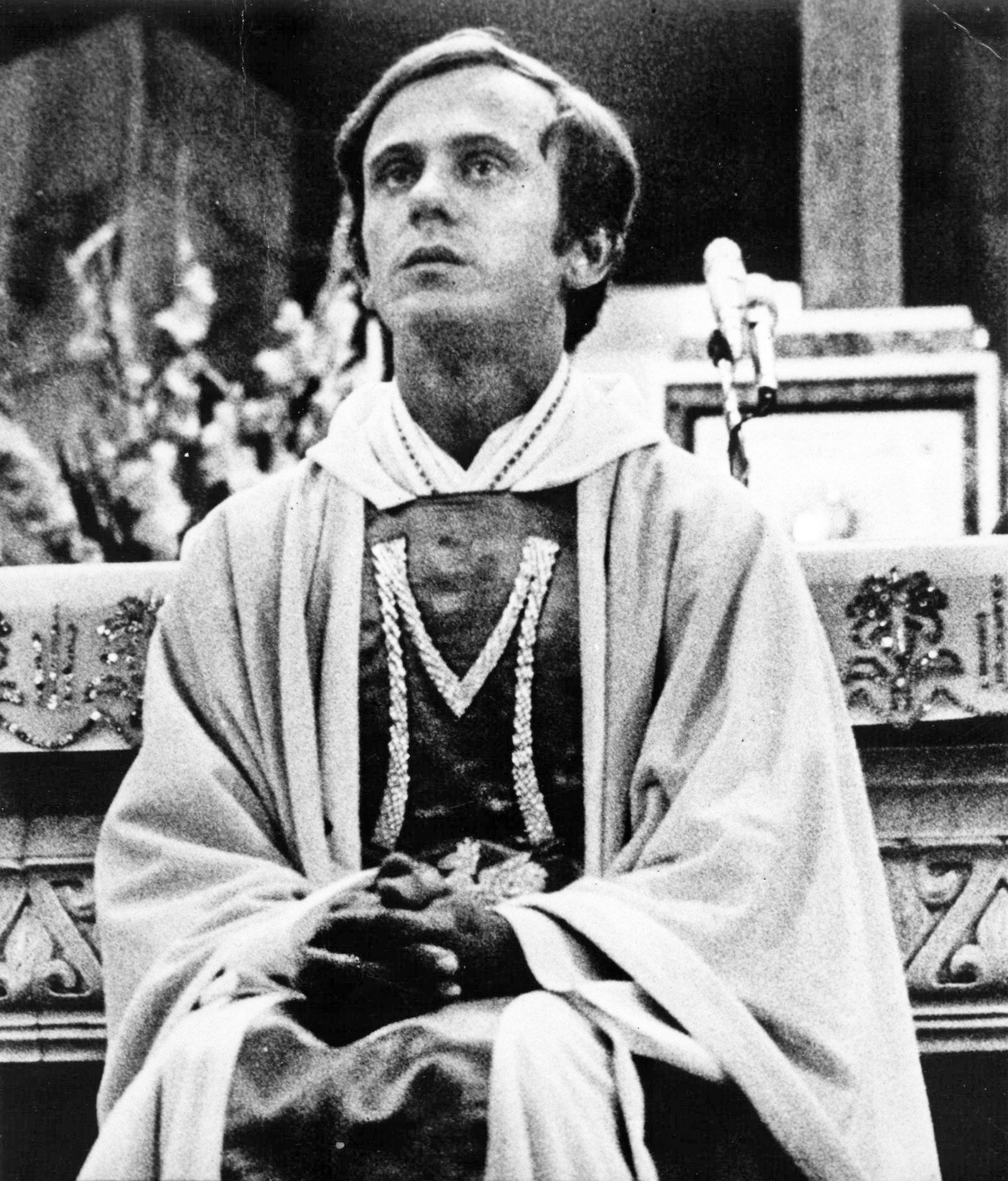
Ks. Jerzy Popiełuszko, zamordowany w 1984 przez funkcjonariuszy Służby Bezpieczeństwa PRL

Po 1945 polska władza ludowa mniej lub bardziej otwarcie walczyła z Kościołami. Głównym wrogiem były wyznania mniejszościowe, uznawane za trudniejsze do kontrolowania. Kościoły infiltrowano, starano się narzucić własne, prokomunistyczne władze. Stopniowo ograniczano uprawnienia Kościoła w sferze społecznej. Likwidowano prasę i wydawnictwa chrześcijańskie, likwidowano organizacje charytatywne i pomocowe. Faktycznie zlikwidowano główną katolicką organizację charytatywną Caritas, dokonano nacjonalizacji kościelnych majątków ziemskich.
W latach powojennych Kościoły mniejszościowe utraciły większość obiektów kultu, które w większości władza ludowa przekazała Kościołowi katolickiemu. Część kościołów przebudowano na obiekty innego typu, jak magazyny czy stajnie.
Kościół katolicki był inwigilowany przez UB, a następnie przez SB. Przy SB funkcjonował specjalny Departament IV zajmujący się zwalczaniem Kościoła. Rozbijaniu jedności Kościoła posłużyło powołanie do istnienia Komisji Księży przy Związku Bojowników o Wolność i Demokrację, którego członków popularnie nazywano księżmi patriotami. Należeli do nich duchowni dyspozycyjni wobec władzy komunistycznej.
Lata 1952–1953 przyniosły koniec współpracy władzy ludowej z Kościołem katolickim. Nastąpiło aresztowanie i trzyletnie internowanie prymasa Wyszyńskiego, procesy m.in. bpa Czesława Kaczmarka i Kurii Krakowskiej, w których padały wyroki śmierci i długoletniego więzienia. Wypędzono z diecezji katowickiej trzech biskupów: Stanisława Adamskiego, Juliusza Bieńka, Herberta Bednorza. Z archidiecezji krakowskiej wypędzono bpa Eugeniusza Baziaka. Osłabionemu tymi działaniami Episkopatowi władze narzuciły nowego przewodniczącego – bpa Michała Klepacza.
W okresie blisko 40 lat (1950–1989) prześladowań religijnych władz komunistycznych skazały one około 16 000 Świadków Jehowy w Polsce na kary więzienia (często wieloletnie wyroki). W wyniku przesłuchań w latach 1950–1956 śmierć poniosło co najmniej 16 z nich. Do roku 1958 udokumentowano 18 takich przypadków. W grupie tej znalazło się również około 150 osób, które przeszły przez hitlerowskie obozy koncentracyjne. Według Instytutu Pamięci Narodowej Świadkowie Jehowy byli najdłużej działającą w konspiracji nielegalną organizacją w PRL.

### Związek Radziecki
Bezprecedensowa kampania antyreligijna trwała przez 70 lat rządów partii komunistycznej. W Związku Radzieckim masowym prześladowaniom zostało poddane duchowieństwo Rosyjskiego Kościoła Prawosławnego oraz znaczna liczba wiernych tego Kościoła.
W styczniu roku 1918 wydano dekret rozdzielający Kościół od państwa, torując drogę do przejęcia kościelnych: majątków, szkolnictwa, zakładów dobroczynnych, a także ku prześladowaniu tak duchownych, jak i wiernych. W pierwszych latach po rewolucji skoncentrowano się na zwalczeniu Kościoła prawosławnego, inne religie i wyznania tymczasowo zostawiając w spokoju. W roku 1928 polityka antyreligijna została zaostrzona, czego następstwem były prześladowania wszystkich religii i wyznań. W roku 1929, ustawą o organizacjach religijnych ograniczono działalność religijną do sprawowania kultu w budynkach wynajmowanych od państwa. Wkrótce potem rozpoczął się okres prześladowań do końca lat 30. XX wieku, skutkiem czego praktycznie przestał istnieć tam Kościół prawosławny w formie instytucji. Na ziemiach, które weszły w skład Związku Radzieckiego, przed rewolucją czynnych było 46 tys. kościołów, a do 1939 r. czynnych pozostało mniej niż 100. Prawie całe duchowieństwo, a także duża część aktywnych wiernych, znalazło się w obozach pracy.
W roku 1951 władze radzieckie przeprowadziły operację Północ, była to masowa deportacja na Syberię Świadków Jehowy oraz członków ich rodzin mieszkających na terenie ZSRR. Liczba deportowanych Świadków Jehowy w trakcie tej operacji wyniosła 9793 osoby.
W latach 1959–1964, podczas chruszczowskiej kampanii antyreligijnej, zamknięto 2/3 spośród 20 tysięcy kościołów.

## Sytuacja po 1990
Organizacja Open Doors monitoruje skalę prześladowania chrześcijan i co roku publikuje „World Watch List” przedstawiającą listę państw, w których według nich sytuacja chrześcijan jest najgorsza. Poniżej lista przedstawia 10 państw w których, zdaniem Open Doors, chrześcijanie są najbardziej prześladowani w 2023 roku:
1. Korea Północna
2. Somalia
3. Jemen
4. Erytrea
5. Libia
6. Nigeria
7. Pakistan
8. Iran
9. Afganistan
10. Sudan

Inne państwa, w których prześladowani są chrześcijanie (kolejne miejsca), to: Indie, Syria, Arabia Saudyjska, Mjanma, Malediwy, Chiny, Mali, Irak, Algieria, Mauretania, Uzbekistan, Kolumbia, Burkina Faso, Republika Środkowoafrykańska, Wietnam, Turkmenistan, Kuba, Niger, Maroko, Bangladesz, Laos, Mozambik, Indonezja, Katar, Egipt, Tunezja, Demokratyczna Republika Konga, Meksyk, Etiopia, Bhutan, Turcja, Komory, Malezja, Tadżykistan, Kamerun, Brunei, Oman, Kazachstan, Jordania, Nikaragua.

### Świat islamu

#### Afganistan
W Afganistanie jedyną oficjalną religią jest islam. Inna niż islamska misyjna działalność religijna jest zakazana. Chrzest uznaje się za przestępstwo karane śmiercią, dlatego musi odbywać się w tajemnicy. Przyłapana rodzina chrześcijańska automatycznie traci prawo do opieki nad dziećmi, które są oddawane do adopcji rodzinom muzułmańskim, zaś konwertyci są nawet czasami zamykani w szpitalach psychiatrycznych.

#### Algieria
W Algierii wszystkie wyznania niemuzułmańskie są prawnie dyskryminowane, więc wielu chrześcijan (szczególnie protestantów) praktykuje swoją wiarę w ukryciu. Szczególnie na południu Algierii sytuacja chrześcijan jest trudna. Chrześcijanie należą do tzw. „kościołów domowych”.

#### Arabia Saudyjska
W Arabii Saudyjskiej istnieje ograniczona wolność religijna. Chrześcijanie wywodzący się ze środowisk muzułmańskich nie mogą w sposób jawny praktykować swej wiary. Według Sekretarza Stanu Stanów Zjednoczonych, Arabia Saudyjska pozostaje jedynym krajem na świecie bez chrześcijańskiego kościoła, choć mieszka tam ponad milion chrześcijan.

#### Autonomia Palestyńska
Według Open Doors Autonomii Palestyńskiej odejście od islamu karane i piętnowane, szczególnie w Strefie Gazy, gdzie społeczność chrześcijańska jest nieliczna i nie ma gdzie się ukryć. Według Świadków Jehowy w Autonomii Palestyńskiej ich działalność nie jest zalegalizowana, a władze uniemożliwiają im korzystanie z podstawowych praw obywatelskich. Choć małżeństwa zawierane przez Świadków Jehowy w Izraelu przed kaznodzieją swojego wyznania są zgodne z prawem, to w Autonomii Palestyńskiej odmawia się im potwierdzenia.

#### Azerbejdżan
Konstytucja Azerbejdżanu gwarantuje obywatelom swobodę wyboru religii lub wyznania, ale rząd promuje działalność sunnitów, szyitów oraz prawosławnych zaś od pozostałych wyznań wymaga regularnej rejestracji. Świadkowie Jehowy w Azerbejdżanie za prowadzenie działalności religijnej bywali osadzani w areszcie lub skazywani na karę grzywny; inni nieprawosławni chrześcijanie także spotykają się z ograniczeniami, głównie konwertyci.

#### Bangladesz
Szacuje się, że w Bangladeszu żyje ok. 870 tysięcy chrześcijan, którzy są dyskryminowani, szczególnie konwertyci. W 2020 roku miał miejsce brutalny atak na niewielką chrześcijańską społeczność pośród uchodźców Rohingja, którzy uciekli z Mjanmy.

#### Brunei
W Brunei propagowanie religii innych niż islam i nieuczestniczenie w muzułmańskich obowiązkowych piątkowych modlitwach jest karane finansowo. Największe niebezpieczeństwo grozi konwertytom z islamu, którzy tracą swoje prawa.

#### Burkina Faso
W Burkina Faso dochodzi do ataków islamistów na chrześcijan i kościoły, którzy w 2019 roku zabili przeszło 50 chrześcijan. Szczególnie niebezpieczne są północne, centralne i wschodnie wiejskie rejony kraju.

#### Egipt
200 tys. chrześcijan opuściło Egipt w 2011 roku po serii zamachów bombowych na koptów. Chrześcijanie w Egipcie nie mogą zajmować kluczowych stanowisk w administracji państwowej czy na uniwersytetach. Coraz częściej dochodzi do porwań młodych chrześcijanek, które są molestowane i zmuszane do małżeństw, co jest finansowane przez radykalne ugrupowania islamskie”.
Dyskryminacja i łamanie praw człowieka dotyka głównie: koptyjskich chrześcijan, świadków Jehowy.

#### Indonezja
W 2018 roku w potrójnym zamachu bombowym na kościoły w Surabayi, zginęło 18 chrześcijan. W 2020 roku dokonano kilku zabójstw chrześcijan, spalenia ich domów i miejsc modlitwy.

#### Irak
W 1987 roku w Iraku żyło 1 400 000 chrześcijan. Od 2000 roku z powodu czystek religijnych i exodusu liczba chrześcijan w Iraku spadła z 1,2 miliona do 250 tysięcy. W wyniku stałej wojny w Iraku, szczególnie w 2014, dżihadyści islamscy mordują wyznawców innych religii w większości chrześcijan. Dochodzi do przemocy fizycznej dokonywanych na chrześcijanach ze strony członków PMF, utworzonej pierwotnie do walki z ISIS.

#### Iran
Iran kontynuuje zastraszanie, prześladowanie i aresztowania członków mniejszości, w tym chrześcijan, nabożeństwa w kościołach są często monitorowane przez służbę bezpieczeństwa władze wzywają aktywistów na przesłuchania, wtrącają ich do więzienia i biją.

#### Jemen
Jemen należy do silnie konserwatywnych państw islamskich; wszyscy Jemeńczycy uważani są za muzułmanów. Odejście od islamu jest zakazane, może podlegać karze śmierci. Szczególnie niebezpiecznie jest na południu kraju. Wielu chrześcijan w Jemenie to uchodźcy i obcokrajowcy.

#### Jordania
Chrześcijanie w Jordanii są dyskryminowani w związku z zatrudnieniem oraz dysponują ograniczonymi możliwościami publicznego nauczania. Tylko kilka grup chrześcijańskich otrzymało status prawny.

#### Katar
W Katarze nawracanie muzułmanów jest surowo zabronione i może prowadzić do postawienia przed sądem i wydalenia z kraju. Rząd zarejestrował tylko kilka wspólnot chrześcijańskich. Chrześcijanie pozostają pod silną presją ze strony rządu i społeczeństwa – w tym dyskryminację, nękanie, inwigilacja przez policję i zastraszanie. Chrześcijanie mogą modlić się tylko w prywatnych domach lub wyznaczonych miejscach.

#### Komory
Na Komorach nawracanie muzułmanów jest zabronione i może prowadzić do postawienia przed sądem i deportacją. Chrześcijanie na Komorach nie mogą publicznie dzielić się swoją wiarą. W niektórych częściach wysp grupy ekstremistów grożą chrześcijanom.

#### Kuwejt
W Kuwejcie nawracanie muzułmanów jest surowo zabronione i może prowadzić do postawienia przed sądem i wydalenia z kraju. Kuwejtczycy pochodzący z muzułmańskich rodzin są przymuszani przez swoje rodziny, by wyprzeć się wiary. Tylko kilka wspólnot chrześcijańskich zostało zarejestrowanych. Rząd kontynuował politykę niewydawania nowych dokumentów w celu odnotowania zmiany religii, chyba że nastąpiło przejście z innej religii na islam.

#### Libia
W Libii religie chrześcijańskie nie są oficjalnie uznawane. Zagraniczni pracownicy wyznający chrześcijaństwo, mogą spotykać się w celach religijnych, jednak narażają się na ataki islamskich bojówek i dyskryminację w libijskim społeczeństwie. W ostatnich latach nastąpił wzrost napaści seksualnych, ataków i zabójstw. Chrześcijanie muszą utrzymywać swoją wiarę w tajemnicy.

#### Malediwy

Godło Malediwów, przedstawiające złoty półksiężyc i gwiazdę – symbole islamu – religii państwowej

Na archipelagu Malediwów islam jest oficjalną religią państwową i wszyscy obywatele muszą być muzułmanami. Zgodnie z prawem osobom wyrażającym przekonania religijne inne niż islam grozi kara pozbawienia wolności do pięciu lat lub areszt domowy, grzywny oraz deportacja.

#### Malezja
Ponieważ Malezja jest federacją, sprawami jak religia, zajmują się władze stanowe. Istnieje rozbieżność między różnymi stanami w traktowaniu nawróconych z islamu. W większości stanów ewangelizacja pośród muzułmanów jest niezgodna z prawem. Władze i organizacje pozarządowe wspierają Kościół katolicki i metodystyczny, jednak grupy protestantów są atakowane ze względu na zaangażowanie w ewangelizacje. Od 2021 roku chrześcijanie znowu mogą używać legalnie w publikacjach słowa „Allah” (wcześniej byli za to karani).

#### Mali
W 2012 roku radykalne grupy islamistyczne przejęły kontrolę w północnej części Mali, palono kościoły, chrześcijanie byli wyrzucani z domów. Muzułmanie, którzy przyjęli chrześcijaństwo są odrzucani i zastraszani przez własne rodziny.

#### Maroko
W Maroku „przyczynienie się do zachwiania wiary muzułmanina” jest przestępstwem. Również konwertytów spotykają kary (na przykład utrata prawo do dziedziczenia lub do opieki nad dziećmi). Władze nadal odmawiają chrześcijańskim wspólnotom budowę obiektów religijnych, prawa do chrześcijańskiego lub cywilnego małżeństwa i uroczystości pogrzebowych oraz prawa do rejestracji wspólnot religijnych. W kwietniu 1973 roku władze zakazały działalności Świadków Jehowy w Maroku, a ich zebrania religijne odbywają się w mieszkaniach prywatnych z zachowaniem środków ostrożności.

#### Niger
W 2019 roku w Nigrze chrześcijaństwo stało się przedmiotem szeregu ataków islamskich bojowników z Izala, radykalnej grupy islamskiej z północnej części kraju.

#### Nigeria
Na początku XXI w. dochodzi do znacznego nasilenia przemocy w stosunku do chrześcijan w północnej i środkowej Nigerii. W wyniku licznych aktów terroru i pogromów śmierć poniosły tysiące osób, w tym wielu duchownych. Islamscy ekstremiści spalili też wiele kościołów i domów należących do chrześcijan.
Za ataki odpowiedzialna jest m.in. organizacja islamska Boko Haram, mająca na celu całkowite wyeliminowanie chrześcijaństwa z północy Nigerii, która jest zwalczana przez władze federalne, dochodzi do morderstw i porwań chrześcijan.

#### Oman
W Omanie lokalni chrześcijanie są przesłuchiwani przez urzędników rządowych i nakłaniani do zaprzestania spotkań. Grozi się im utratą pracy i miejsc zamieszkania, a wielu z nich doświadcza prześladowań ze strony swoich rodzin. Obcokrajowcy wyznający chrześcijaństwo są przesłuchiwani i instruowani, by nie dzielili się z nikim własną wiarą, pod groźbą utraty wizy.

#### Pakistan
Chrześcijanie bywają publicznie zabijani za wiarę. W mediach nagłośniona została sprawa Asii Bibi, katoliczki z Pakistanu skazanej na śmierć za bluźnierstwo przeciw islamowi.
Chrześcijańskie małżeństwa bywają torturowane i spalane po oskarżeniu o bluźnierstwo. Chrześcijanie są poniżani strukturalnie zawodowo.

#### Republika Środkowoafrykańska
W Republice Środkowoafrykańskiej w wyniku konfliktu tysiące chrześcijan zostało siłą przesiedlonych do obozów dla uchodźców, tracąc źródła dochodu oraz stając się celem ataków ze względu na wyznawaną religię. Prześladowania występują najbardziej w północnej i wschodniej części kraju, gdzie większość mieszkańców to muzułmanie.

#### Somalia

Flaga wojenna Al-Shabaab z Somalii

Na początku 2010. wielu chrześcijan zostało publicznie zamordowanych za wiarę a znaczna ich liczba (około 25%) uciekła z kraju w obawie o swe życie. Najtrudniejsza jest sytuacja w Somalii Południowej, kontrolowanej przez islamistyczne bojówki Asz-Szabab i Hizbul Islam, które narzucają prawo szariatu, starając się też wykorzenić chrześcijaństwo z Somalii. Chociaż w Somalilandzie nie działają zbrojne grupy islamskich ekstremistów, to chrześcijanie są prześladowani przez islamskie społeczeństwo, w tym organy rządowe, które uważa chrześcijaństwo za obcych, a na terytorium Somalilandu zabronione jest propagowanie innych religii”.

#### Sudan
Według Open Doors rząd Sudanu masowo prześladuje chrześcijan. Są oni wypędzani, ich kościoły są niszczone. Są oni skazywani w oparciu o prawo o apostazji oraz o bluźnierstwie.

#### Syria
W wojnie domowej w Syrii ucierpiało wielu chrześcijan. Jak podaje serwis Radia Watykańskiego, „wyrzucani są ze swych domów i zmuszani do opuszczania miast, w których żyli od wieków”.
Według Radia Watykańskiego, w Homs islamscy rebelianci wygnali 90% wszystkich chrześcijan, siłą rekwirując ich domy. Z miasta Al-Kusajr uciekło co najmniej 10 tys. chrześcijan. Do wypędzenia ich nawoływali z wież miejscowych meczetów muezzini. Miasto Ribla, zamieszkałe głównie przez chrześcijan melchitów i maronitów było otoczone przez oddziały rebelii, utrudniające dostarczenie pomocy.

#### Tadżykistan
W Tadżykistanie kościoły protestanckie są zwalczane, a ich członkowie doświadczają napaści, gróźb, aresztowań i kar finansowanych. Od 2007 roku została całkowicie zakazana działalność Świadków Jehowy i bywają skazywani na kary więzienia.

#### Tunezja
W 2019 roku w Tunezji dochodziło do ataków na mienie chrześcijan.

#### Turkmenistan
W Turkmenistanie konwertyci z islamu są prześladowani, a rząd nie zarejestrował zborów baptystów, ewangelików, zielonoświątkowców i Świadków Jehowy.

#### Tanzania

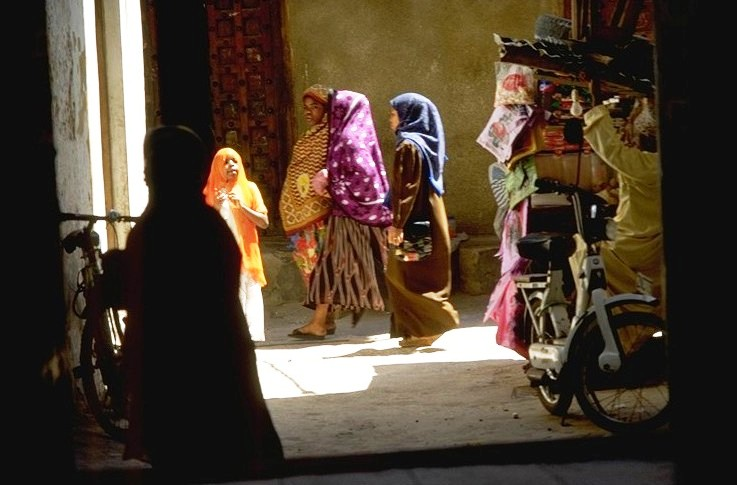
W Zanzibarze chrześcijanie stanowią mniej niż 3 proc. ludności

W Zanzibarze, który jest częścią Tanzanii, dochodzi do zabójstw pastorów protestanckich i księży katolickich.

#### Uzbekistan
Według Open Doors w Uzbekistanie tajna policja monitoruje i infiltruje wszelką działalność religijną. W roku 2018 zatrzymano 39 chrześcijan, a jednego z nich skazano na krótki pobyt w więzieniu.
W 2013 roku zarejestrowany był tylko zbór Świadków Jehowy w Czyrczyku, a pozostałe zbory od roku 1996 czekają na takie decyzje. W roku 2017 w Namangan, Nukus, Urgencz i innych miejscowościach dochodziło do aresztowań członków zborów Świadków Jehowy i policyjnych aktów przemocy.

#### Zjednoczone Emiraty Arabskie
W Zjednoczonych Emiratach Arabskich chrześcijańscy obcokrajowcy mają prawo do praktykowania religii w życiu prywatnym, jednak władze nie zezwalają na ewangelizację i modlitwę w miejscach publicznych.

### Reżimy komunistyczne

#### Chiny
W 2018 roku zakazano internetowej sprzedaży Biblii. Kościoły znajdują się pod stałą obserwacją, niektóre doświadczyły nalotów przeprowadzonych przez służby bezpieczeństwa, inne zostały zamknięte. Często dochodzi do zatrzymań przywódców kościelnych. Dzieci i młodzież poniżej 18 roku życiu mają zakaz chodzenia do kościoła. Kościoły w Chinach ogólnie dzieli się na zarejestrowane (legalne) i niezarejestrowane (domowe). Od 1958 roku działalność Świadków Jehowy w Chinach jest zdelegalizowana i prowadzona nieoficjalnie, natomiast w Hongkongu i Makau korzystają ze swobód religijnych.

#### Korea Północna
W stworzonym przez organizację Open Doors Światowym Indeksie Prześladowań od 2002 roku Korea Północna zajmuje pierwsze miejsce. Chrześcijanie traktowani są jako „wróg klasowy”, dzielący się na podgrupy. Uciekinierzy religijni chronią się w Chinach, by tam szukać pomocy w lokalnych kościołach domowych. Za posiadanie Biblii grozi kara śmierci lub zesłanie do obozu wraz z rodziną. Chrześcijanie trafiający do obozów koncentracyjnych są oddzielani od innych więźniów, by nie mogli nawracać innych osadzonych. Dzieci są zachęcane do donoszenia na rodziców czytających Biblię. Cornerstone Ministries podaje, że chrześcijanie pomimo strachu spotykają się potajemnie w kilkuosobowych grupach. Szacuje się, że ponad 50 000 chrześcijan jest zamkniętych w obozach koncentracyjnych, gdzie są systematycznie poddawani znęcaniu się, torturom, głodzeni, a nawet ponoszą śmierć w komorach gazowych. Oznacza to, że 20% chrześcijańskiej społeczności Korei Północnej przebywa w obozach koncentracyjnych.

#### Laos
Chrześcijanie są inwigilowani i prawnie dyskryminowani. Kościół w Laosie nie może swobodnie prowadzić działalności socjalnej. Chrześcijanie którzy porzucają religię przodków, są szykanowani w swoich rodzinach i społecznościach i bywają wypędzani ze swych wiosek wraz z żonami i dziećmi. Władze zniszczą także kościoły.

#### Nepal
W Nepalu odnotowano przypadki ataków na kościoły, pobić, aresztowań oraz wyroków pozbawienia wolności w stosunku do chrześcijan, którzy są zastraszani i zmuszani do opuszczenia swoich domów i wiosek.

#### Wietnam
Mieszkańcy wsi w Wietnamie, w porozumieniu z lokalnymi władzami komunistycznymi, napadają na wierzących, wypędzają ich z wiosek i obrzucają kamieniami miejsca ich spotkań. Krewni odwracają się od wierzących członków rodziny i odmawiają im prawa do spadku. Od 1975 roku działalność Świadków Jehowy na terenie Wietnamu nie jest zalegalizowana, podejmowane są starania o rejestrację na podstawie aktualnie obowiązującego prawa.

#### Kuba
Według organizacji Christian Solidarity Worldwide grupy religijne na Kubie, w tym chrześcijanie, doświadczają szykan i dyskryminacji, a ich liderzy trafiają do więzień. Urząd ds. Religii aktywnie inwigiluje działalność przywódców religijnych.

### Europa
Według Papieskiego Dzieła Pomocy Kościołowi w Potrzebie w 2019 roku w Europie doszło do prawie 3 tysięcy ataków na miejsca kultu chrześcijańskiego lub w inny sposób związane z chrześcijaństwem, takie jak: kościoły, cmentarze, szkoły, pomniki oraz posągi.

### Bhutan
Buddyzm jest państwową religią w Bhutanie, a żaden kościół chrześcijański nie posiada oficjalnego statusu uznawanego przez państwo, co oznacza, że spotkania chrześcijan są nielegalnie. Lokalne władze często odmawiają chrześcijanom wydania zaświadczenia potrzebnego przy składaniu wniosku o pożyczkę, rejestrowaniu własności, ubieganiu się o pracę i odnawianiu dowodu tożsamości.

### Erytrea
W Erytrei brutalnie prześladowani są Świadkowie Jehowy: w 2023 roku 36 z nich było więzionych w obozie karnym Mai Serwa bez żadnego aktu oskarżenia (niektórzy nawet od ponad 15 lat), a kilku zmarło w więzieniu. Uwięzienie jest często praktycznie dożywotnie, choć okazjonalnie wypuszcza się pojedynczych wyznawców.

### Gruzja

#### Abchazja, Osetia Południowa
W roku 2014 na terenach pozostających poza rzeczywistą kontrolą władz Gruzji, w Achalgori w Osetii Południowej oraz na terenie Abchazji lokalne władze utrudniały prowadzenie działalności religijnej Świadkom Jehowy, orzekając (jak wcześniej w Rosji), iż Świadkowie Jehowy są organizacją ekstremistyczną i zabroniły im prowadzenia działalności religijnej na terenie Osetii Południowej.

### Kamerun
Islamistyczna Boko Haram zintensyfikowała ataki, infiltrację i rekrutację dżihadystów w Kamerunie. Rząd odmówił zezwolenia na rozwój działalności niektórym grupom chrześcijańskim.

### Rosja
W 2018 roku Rosja została uznana przez Amerykańską Komisję ds. Międzynarodowej Wolności Religijnej (USCIRF) za „kraj szczególnej troski” w zakresie przestrzegania Ustawy o Międzynarodowej Wolności Religijnej (ang. International Religious Freedom Act – IRFA). W 2018 roku Rosja po raz pierwszy została uznana za kraj, w którym prześladuje się chrześcijan. W raporcie na 2020 rok Rosja zajmowała 46. miejsce wśród 50 krajów z listy Open Doors. 20 kwietnia 2017 roku, po kilkunastu latach stopniowego ograniczania działalności Świadków Jehowy w Rosji, rosyjski Sąd Najwyższy zdelegalizował Centrum Administracyjne Świadków Jehowy w Rosji oraz wszystkie prawnie zarejestrowane lokalne organizacje religijne (LRO), którymi posługiwali się Świadkowie Jehowy i orzekł przepadek ich majątku, co prowadziło do późniejszego zakazu ich działalności na terenie Rosji. We wrześniu 2024 roku postępowanie karne związane z działalnością religijną, w tym czytaniem Biblii, prowadzono przeciw 830 ich członkom, a dotychczas 527 osób zostało aresztowanych lub otrzymało wyroki skazujące (do 8 lat więzienia). Do września 2024 roku liczba rewizji wzrosła do 2123 w 75 regionach; 137 Świadków Jehowy było uwięzionych, a 9 przebywało w areszcie domowym. Szacuje się, że do 2021 roku 5000-10 000 Świadków Jehowy uciekło z Rosji.
Według raportu Open Door osoby nawrócone z islamu na chrześcijaństwo są narażone na największą presję w rejonie Kaukazu. Konwertyci, zamieszkujący głównie Czeczenię i Dagestan uważani są za zdrajców tożsamości narodowej. Działania nietradycyjnych denominacji chrześcijan oraz protestantów często jest traktowane jako działanie na szkodę tradycyjnego Rosyjskiego Kościoła Prawosławnego. Władze rosyjskie także traktują je jako grupy antypaństwowe, a nawet jako szpiegów.

### Singapur
W Singapurze rząd nadal utrzymuje zakaz działalności Świadków Jehowy (od roku 1972) i Kościoła Zjednoczeniowego (od roku 1982) oraz nałożył ograniczenia na kilka innych grup religijnych. We wrześniu 2024 roku w więzieniach przebywało 8 Świadków Jehowy.

### Ukraina
Na początku XXI wieku doszło do wielu podpaleń Sal Królestwa Świadków Jehowy na Ukrainie. Wielu napaści na członków tego wyznania dokonali duchowni kościoła prawosławnego. W wyniku skargi Świadków Jehowy z 2014 i 2015 roku organ ETPC uznał, że władze Ukrainy nie chroniły w dostatecznym stopniu ich praw, i przyznał ofiarom odszkodowanie w wysokości 14 700 euro.

#### Doniecka Republika Ludowa, Ługańska Republika Ludowa
W 2017 roku władze w Ługańsku traktują organizacje Świadków Jehowy jako wrogów państwa i ich dyskryminują. W 2018 roku Sąd Najwyższy nieuznawanej na arenie międzynarodowej Donieckiej Republiki Ludowej (DRL) uznał Świadków Jehowy za organizację ekstremistyczną oraz zdelegalizował ich działalność.

#### Krym
W 2018 roku w Dżankoj na Krymie kilkaset rosyjskich policjantów i antyterrorystów wtargnęło do prywatnych domów, gdzie grupy Świadków Jehowy na Krymie spotykały się, żeby czytać i omawiać Biblię. W 2019 roku przeprowadzono aresztowania m.in. w Jałcie, Sewastopolu, Eupatorii i Ałupce, w 2020 roku w Kerczu, w 2021 roku w Jałcie, Armiańsku, a w 2022 roku w Sewastopolu, Teodozji, obwodzie symferopolskim i Nyżniohirski. Zatrzymani zostali skazani na wieloletnie więzienia.

## Przeciwdziałanie prześladowaniom

### Organizacje pozarządowe
Istnieje szereg międzynarodowych organizacji starających się nagłaśniać problem prześladowania chrześcijan oraz przeciwdziałać mu.
| Nazwa                                                            | Siedziba                     | Rok powstania | Strona internetowa |
| ---------------------------------------------------------------- | ---------------------------- | ------------- | ------------------ |
| Christian Solidarity International                               | Kalifornia                   | 1977          |                    |
| International Christian Concern                                  | Waszyngton                   | 1995          |                    |
| Observatory on Intolerance and Discrimination against Christians | Wiedeń                       | 2012          |                    |
| Pomoc Kościołowi w Potrzebie                                     | Königstein im Taunus, Niemcy | 1947          |                    |
| Voice of the Martyrs                                             | USA                          | 1967          |                    |
| Open Doors                                                       | USA                          | 1955          |                    |
| Rada Praw Człowieka ONZ                                          | Genewa                       | 1946          |                    |

### Dzień Solidarności z Kościołem Prześladowanym
Dzień Solidarności z Kościołem Prześladowanym to święto obchodzone w Kościele katolickim w Polsce w każdą drugą niedzielę listopada (od 2009), jako dzień szczególnej pamięci i modlitwy w intencji chrześcijan prześladowanych współcześnie na całym świecie.
W czasie Dnia Solidarności prowadzone są zbiórki pieniężne w kościołach na terenie Polski, organizowane są akcje promujące pomoc prześladowanym chrześcijanom, np. poprzez wysyłanie SMS-ów. W tym dniu odbywają się modlitwy w intencji prześladowanych chrześcijan. Informuje się o sytuacji chrześcijan w różnych krajach. Głównym organizatorem jest katolickie stowarzyszenie Pomoc Kościołowi w Potrzebie przy współpracy z Episkopatem Polski.